# Kolotelinit
Kolotelinit – macerał z grupy witrynitu. Należy do podgrupy telowitrynitu. Macerały tej podgrupy występują w formie pasemek o różnej grubości, które są utworzone z tkanek roślinnych w różnym stopniu zachowanych. Obecność tej podgrupy świadczy o facji leśnej. Kolotelinit jest macerałem gładkim, nie wykazującym budowy komórkowej, występującym w
formie pasemek, soczewek w różnej grubości. Na tym macerale mierzona jest refleksyjność w celu określenia stopnia uwęglenia danego węgla.